# Thelocactus tulensis
Thelocactus tulensis là một loài thực vật có hoa trong họ Cactaceae. Loài này được (Poselger) Britton & Rose miêu tả khoa học đầu tiên năm 1923.

## Hình ảnh

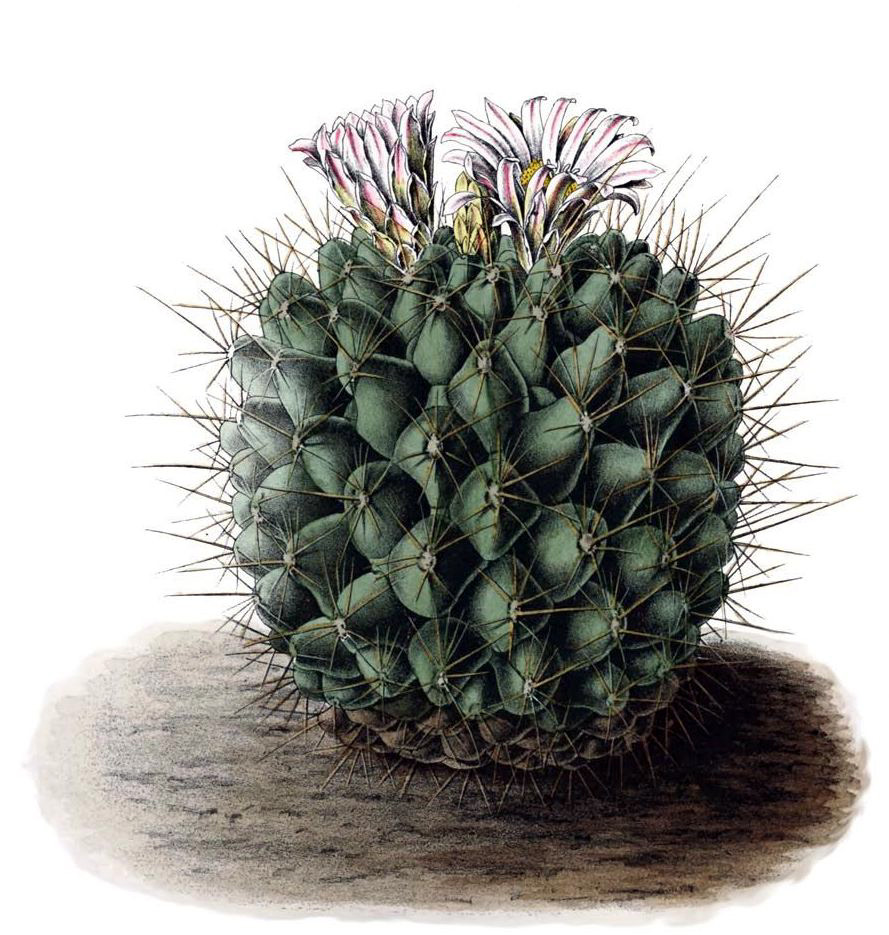
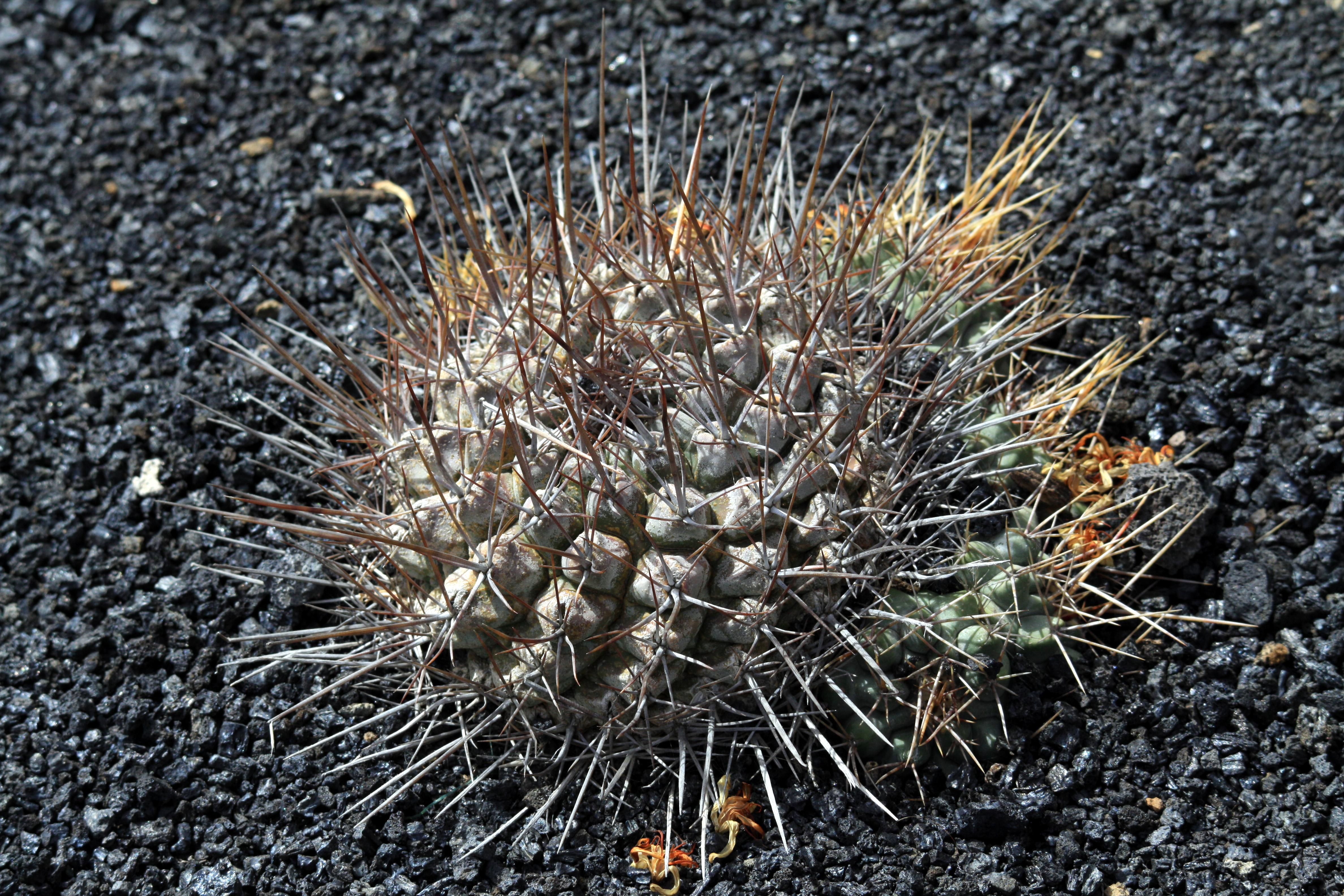
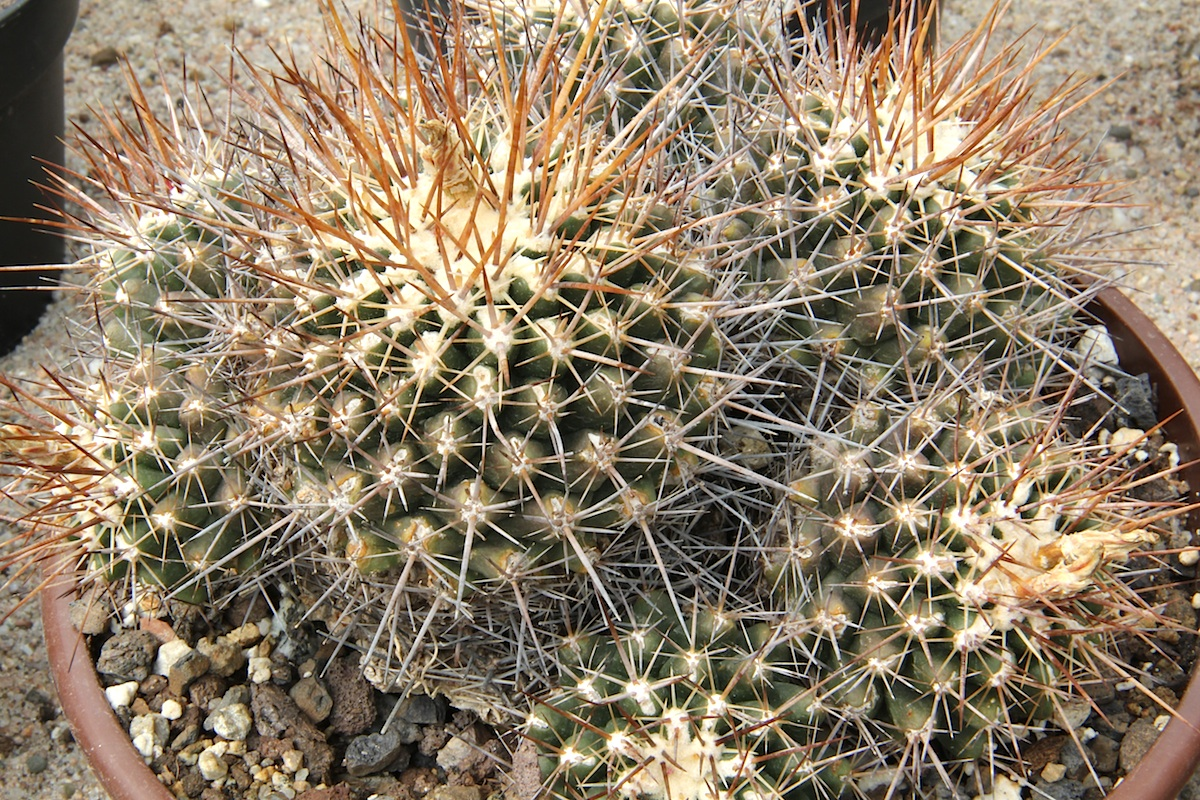